# Randy Mamola

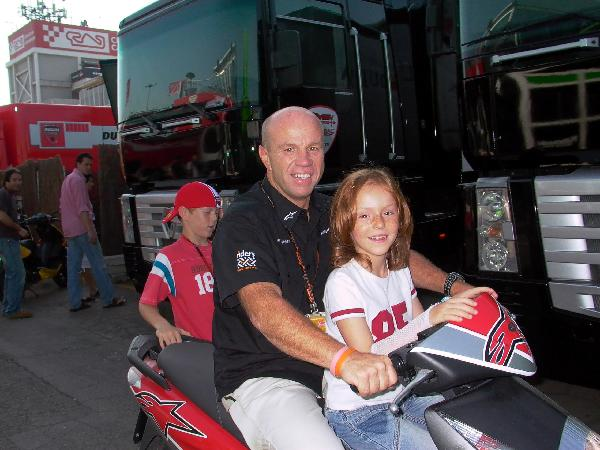
Randy Mamola i Barcelona 2006

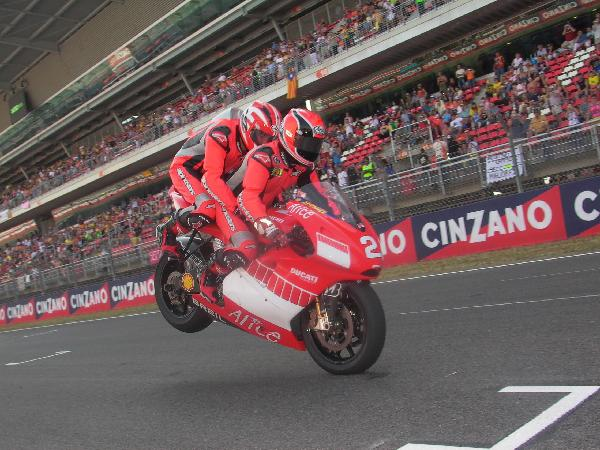
Randy Mamola på tåvsits-Ducatin i Barcelona 2006

Randy Mamola (född 10 november 1959 i San Jose, Kalifornien) är amerikansk före detta roadracingförare. Han anses som en av de mest talangfulla förarna någonsin som aldrig lyckades vinna ett VM. Efter karriären arbetade Mamola för Eurosport och MotoGP-promotorn Dorna som expertkommentator och körde även kändisar runt bana i ruskig fart på Ducatis tvåsitsiga GP-hoj under events inför racen.
Mamola pratar flytande spanska och en av hans söner tävlar i en spansk juniorserie i roadracing.

## Karriärstatistik
| Säsong | Klass | Motorcykel    | Antal GP | Vinster | Pall- platser | Pole | Snabbaste varv | Poäng | Plac. |
| ------ | ----- | ------------- | -------- | ------- | ------------- | ---- | -------------- | ----- | ----- |
| 1979   | 250GP | Yamaha TZR250 | 9        | 0       | 3             | 0    | 0              | 64    | 4     |
| 1979   | 500GP | Suzuki RGB500 | 4        | 0       | 2             | 0    | 0              | 29    | 8     |
| 1980   | 500GP | Suzuki RGB500 | 8        | 2       | 4             | 2    | 1              | 72    | 2     |
| 1981   | 500GP | Suzuki RGB500 | 11       | 2       | 7             | 0    | 2              | 94    | 2     |
| 1982   | 500GP | Suzuki RGB500 | 9        | 1       | 3             | 0    | 1              | 65    | 6     |
| 1983   | 500GP | Suzuki RGB500 | 12       | 0       | 5             | 0    | 1              | 89    | 3     |
| 1984   | 500GP | Honda NS500   | 10       | 3       | 9             | 1    | 3              | 111   | 2     |
| 1985   | 500GP | Honda NSR500  | 12       | 1       | 3             | 0    | 0              | 72    | 6     |
| 1986   | 500GP | Yamaha YZR500 | 11       | 1       | 7             | 1    | 1              | 105   | 3     |
| 1987   | 500GP | Yamaha YZR500 | 15       | 3       | 12            | 1    | 2              | 158   | 2     |
| 1988   | 500GP | Cagiva GP500  | 12       | 0       | 1             | 0    | 0              | 58    | 12    |
| 1989   | 500GP | Cagiva GP500  | 13       | 0       | 0             | 0    | 0              | 33    | 18    |
| 1990   | 500GP | Honda NSR500  | 13       | 0       | 0             | 0    | 0              | 55    | 14    |
| 1992   | 500GP | Yamaha YZR500 | 12       | 0       | 1             | 0    | 0              | 45    | 10    |
| Totalt |       |               | 151      | 13      | 57            | 5    | 11             | 1050  |       |